# Collegio di Bridgwater and West Somerset
Bridgwater and West Somerset è stato un collegio elettorale inglese situato nel Somerset e rappresentato alla camera dei Comuni del parlamento del Regno Unito. Eleggeva un membro del parlamento con il sistema maggioritario a turno unico; il collegio è stato abolito in occasione della revisione periodica del 2024.

## Estensione
Il collegio comprendeva i ward del distretto di Sedgemoor di Bridgwater Bower, Bridgwater Eastover, Bridgwater Hamp, Bridgwater Quantock, Bridgwater Sydenham, Bridgwater Victoria, Cannington and Quantocks, East Poldens, Huntspill and Pawlett, King’s Isle, North Petherton, Puriton, Sandford, West Poldens e Woolavington e l'intero distretto di West Somerset.

## Membri del parlamento
| Elezione | Elezione | Deputato             | Partito          |
| -------- | -------- | -------------------- | ---------------- |
|          | 2010     | Ian Liddell-Grainger | Conservatore     |
|          | 2024     | Collegio abolito     | Collegio abolito |

## Elezioni

### Elezioni negli anni 2010
| Partito                    | Partito                                   | Candidato                  | Risultati 12 dicembre 2019 | Risultati 12 dicembre 2019 |
| Partito                    | Partito                                   | Candidato                  | Voti                       | %                          |
| -------------------------- | ----------------------------------------- | -------------------------- | -------------------------- | -------------------------- |
|                            | Conservatore                              | Ian Liddell-Grainger       | 35 827                     | 62,14                      |
|                            | Laburista                                 | Oliver Thornton            | 11 388                     | 19,75                      |
|                            | Lib Dem                                   | Bill Revans                | 7 805                      | 13,54                      |
|                            | Verdi                                     | Mickie Ritchie             | 1 877                      | 3,26                       |
|                            | Liberale                                  | Farés Moussa               | 755                        | 1,31                       |
|                            |                                           |                            |                            |                            |
| Iscritti                   | Iscritti                                  | Iscritti                   | 85 327                     | 100,00                     |
| ↳ Votanti (% su iscritti)  | ↳ Votanti (% su iscritti)                 | ↳ Votanti (% su iscritti)  | 57 652                     | 67,57                      |
| ↳ Astenuti (% su iscritti) | ↳ Astenuti (% su iscritti)                | ↳ Astenuti (% su iscritti) | 27 675                     | 32,43                      |
|                            |                                           |                            |                            |                            |
|                            | Esito: collegio confermato a Conservatore |                            |                            |                            |

| Partito                    | Partito                                   | Candidato                  | Risultati 8 giugno 2017 | Risultati 8 giugno 2017 |
| Partito                    | Partito                                   | Candidato                  | Voti                    | %                       |
| -------------------------- | ----------------------------------------- | -------------------------- | ----------------------- | ----------------------- |
|                            | Conservatore                              | Ian Liddell-Grainger       | 32 111                  | 55,11                   |
|                            | Laburista                                 | Wes Hinckes                | 16 663                  | 28,60                   |
|                            | Lib Dem                                   | Marcus Kravis              | 6 332                   | 10,87                   |
|                            | UKIP                                      | Simon Smedley              | 2 102                   | 3,61                    |
|                            | Verdi                                     | Kay Powell                 | 1 059                   | 1,82                    |
|                            |                                           |                            |                         |                         |
| Iscritti                   | Iscritti                                  | Iscritti                   | 89 229                  | 100,00                  |
| ↳ Votanti (% su iscritti)  | ↳ Votanti (% su iscritti)                 | ↳ Votanti (% su iscritti)  | 58 267                  | 65,30                   |
| ↳ Astenuti (% su iscritti) | ↳ Astenuti (% su iscritti)                | ↳ Astenuti (% su iscritti) | 30 962                  | 34,70                   |
|                            |                                           |                            |                         |                         |
|                            | Esito: collegio confermato a Conservatore |                            |                         |                         |

| Partito                    | Partito                                   | Candidato                  | Risultati 7 maggio 2015 | Risultati 7 maggio 2015 |
| Partito                    | Partito                                   | Candidato                  | Voti                    | %                       |
| -------------------------- | ----------------------------------------- | -------------------------- | ----------------------- | ----------------------- |
|                            | Conservatore                              | Ian Liddell-Grainger       | 25 020                  | 46,03                   |
|                            | UKIP                                      | Stephen Fitzgerald         | 10 347                  | 19,04                   |
|                            | Laburista                                 | Michael Lerry              | 9 589                   | 17,64                   |
|                            | Lib Dem                                   | Theo Butt Philip           | 6 765                   | 12,45                   |
|                            | Verdi                                     | Julie Harvey-Smith         | 2 636                   | 4,85                    |
|                            |                                           |                            |                         |                         |
| Iscritti                   | Iscritti                                  | Iscritti                   | 80 542                  | 100,00                  |
| ↳ Votanti (% su iscritti)  | ↳ Votanti (% su iscritti)                 | ↳ Votanti (% su iscritti)  | 54 447                  | 67,60                   |
| ↳ Astenuti (% su iscritti) | ↳ Astenuti (% su iscritti)                | ↳ Astenuti (% su iscritti) | 26 095                  | 32,40                   |
|                            |                                           |                            |                         |                         |
|                            | Esito: collegio confermato a Conservatore |                            |                         |                         |

| Partito                    | Partito                                         | Candidato                  | Risultati 6 maggio 2010 | Risultati 6 maggio 2010 |
| Partito                    | Partito                                         | Candidato                  | Voti                    | %                       |
| -------------------------- | ----------------------------------------------- | -------------------------- | ----------------------- | ----------------------- |
|                            | Conservatore                                    | Ian Liddell-Grainger       | 24 675                  | 45,28                   |
|                            | Lib Dem                                         | Theo Butt Philip           | 15 426                  | 28,31                   |
|                            | Laburista                                       | Kathy Pearce               | 9 332                   | 17,13                   |
|                            | UKIP                                            | Peter Hollings             | 2 604                   | 4,78                    |
|                            | BNP                                             | Donna Treanor              | 1 282                   | 2,35                    |
|                            | Verdi                                           | Charles Graham             | 859                     | 1,58                    |
|                            | Indipendente                                    | Bob Cudlipp                | 315                     | 0,58                    |
|                            |                                                 |                            |                         |                         |
| Iscritti                   | Iscritti                                        | Iscritti                   | 76 535                  | 100,00                  |
| ↳ Votanti (% su iscritti)  | ↳ Votanti (% su iscritti)                       | ↳ Votanti (% su iscritti)  | 54 493                  | 71,20                   |
| ↳ Astenuti (% su iscritti) | ↳ Astenuti (% su iscritti)                      | ↳ Astenuti (% su iscritti) | 22 042                  | 28,80                   |
|                            |                                                 |                            |                         |                         |
|                            | Esito: collegio a Conservatore (nuovo collegio) |                            |                         |                         |

## Risultati dei referendum

### Referendum sulla permanenza del Regno Unito nell'Unione europea del 2016
|             | Collegio                     | Lasciare UE % | Rimanere in UE % |
| ----------- | ---------------------------- | ------------- | ---------------- |
|             | Bridgwater and West Somerset | 62,1%         | 37,9%            |
| Inghilterra | 53,3%                        | 46,7%         |                  |
| Regno Unito | 51,9%                        | 48,1%         |                  |